# Rejon chyrowski
Rejon chyrowski (ukr. Хирівський район) – dawna jednostka podziału administracyjnego Ukraińskiej Socjalistycznej Republiki Radzieckiej w Związku Socjalistycznych Republik Radzieckich w latach 1940–1941 i 1944–1957. Należał do obwodu drohobyckiego. Siedziba władz rejonu znajdowała się w Chyrowie.
Rejon chyrowski został utworzony 17 stycznia 1940 na podstawie dekretu Prezydium Rady Najwyższej USRR o podziale na rejony zachodnich obwodów USRR, kiedy to w obwodzie drohobyckim utworzono 30 rejonów, między innymi chyrowski. Rejon objął następujące obszary, należące przed wojną do powiatu dobromilskiego w województwie lwowskim:
- miasto Chyrów
- całą zniesioną gminę Bąkowice;
- całą zniesioną gminę Krościenko;
- całą zniesioną gminę Starzawa.

Rejon chyrowski przestał istnieć wraz z wybuchem wojny niemiecko-radzieckiej 22 czerwca 1941. Jego tereny weszły głównie w skład Landkreis Przemysl dystryktu krakowskiego oraz częściowo Landkreis Drohobycz dystryktu galicyjskiego Generalnego Gubernatorstwa.
Rejon został odtworzony 31 lipca 1944, po zajęciu tych terenów przez Armię Czerwoną.
W marcu 1945, w wyniku wytyczenia granicy między ZSRR a Polską, niewielki skrawek rejonu chyrowskiego (część Liskowatego na wschód od Górnego Końca) włączono do Polski.
w 1946 roku rejon chyrowski podzielony był na 18 rad: jedną miejską i 17 wiejskich (stan na 1 września 1946):
- rada wiejska Bąkowice (Буньковицька сільська рада) – wieś Bąkowice (Буньковичі), wieś Suszyca Mała (Мала Сушиця);
- rada miejska Chyrów (Хирівська міська рада) – miasto Chyrów (Хирів);
- rada wiejska Grodowice (Городовицька сільська рада) – wieś Grodowice (Городовичі);
- rada wiejska Katyna (Катинська сільська рада) – wieś Katyna (Катине), chutor Łopuszanka (Лопушанка);
- rada wiejska Krościenko (Коростенківська сільська рада) – wieś Krościenko (Коростенко), chutor Wolica (Болиця);
- rada wiejska Liskowate (Ліскуватенська сільська рада) – wieś Liskowate (Ліскувате), chutor Wyżne (Високий);
- rada wiejska Łopusznica (Лопушницька сільська рада) – wieś Łopusznica (Лопушниця);
- rada wiejska Maksymówka (Максимівська сільська рада) – wieś Maksymówka (Максимівка);
- rada wiejska Nanowa (Нанівська сільська рада) – wieś Nanowa (Нанове);
- rada wiejska Polana (Полянівська сільська рада) – wieś Polana (Поляна), wieś Śliwnica (Сливниця);
- rada wiejska Rosochy (Росохівська сільська рада) – wieś Rosochy (Росохи);
- rada wiejska Słochynie (Слохинівська сільська рада) – wieś Słochynie (Слохині);
- rada wiejska Smereczna (Смеречнянська сільська рада) – wieś Smereczna (Смеречна);
- rada wiejska Smolnica (Смільницька сільська рада) – wieś Smolnica (Смільниця);
- rada wiejska Starzawa (Старявська сільська рада) – wieś Starzawa (Старява);
- rada wiejska Stebnik (Стебницька сільська рада) – wieś Stebnik (Стебник);
- rada wiejska Suszyca Wielka (Великосушицька сільська рада) – wieś Suszyca Wielka (Велика Сушиця);
- rada wiejska Terło (Терлівська сільська рада) – wieś Terło (Терло).

W maju 1948 małą część rejonu chyrowskiego (północna część Liskowatego) przekazano Polsce w ramach korekty granic z ZSRR.
10 grudnia 1951 zniesiono cztery wiejskie rady:
- rada wiejska Krościenko (Коростенківська сільська рада) – wieś Krościenko (Коростенко), chutor Wolica (Болиця);
- rada wiejska Liskowate (Ліскуватенська сільська рада) – wieś Liskowate (Ліскувате), chutor Wyżne (Високий);
- rada wiejska Nanowa (Нанівська сільська рада) – wieś Nanowa (Нанове);
- rada wiejska Stebnik (Стебницька сільська рада) – wieś Stebnik (Стебник) (z Głazami).

Przyczyną tego było włączenie tej części rejonu chyrowskiego do Polski w ramach umowy o zmianie granic z 15 lutego 1951, w zamian za Sokalszczyznę. Fragment ten odpowiadał zachodniej części przedwojennej gminy Krościenko, którą reaktywowano o zmniejszonych granicach w nowo utworzonym powiecie ustrzyckim w woj. rzeszowskim. Spośród czterech zniesionych chyrowskich rad wiejskich, trzy doczekały się kontynuacji jako gromady w Polsce (Krościenko i Liskowate w gminie Krościenko i Stebnik  w nowej gminie Jasień). Nanowa znalazła się w ciągu pasa granicznego i została zupełnie wysiedlona.
Rejon chyrowski zniesiono w czerwcu 1957, włączając jego obszar do rejonu dobromilskiego.